# Carex dielsiana
Carex dielsiana är en halvgräsart som beskrevs av Georg Kükenthal. Carex dielsiana ingår i släktet starrar, och familjen halvgräs. Inga underarter finns listade i Catalogue of Life.